# Lijst van spelers van Greenock Morton FC
Dit is een lijst van huidige en voormalige spelers van de Schotse voetbalclub Greenock Morton FC. De namen zijn alfabetisch gerangschikt.

## A
- Grant Adam
- Chris Aitken
- Rowan Alexander
- Jordan Allan
- William Allan
- John Anderson
- Eddie Annand
- Owen Archdeacon
- Benny Arentoft

## B
- Fouad Bachirou
- Roy Baines
- Scott Bannerman
- Bobby Barr
- Andy Barrowman
- Per Bartram
- Tarik Bengelloun
- Carl Bertelsen
- Mel Bottiglieri
- David Brcic
- Jock Buchanan
- Drew Busby
- Alec Byrne

## C
- Jordan Cairnie
- Ross Caldwell
- Ralph Callachan
- Archie Campbell
- Peter Campbell
- William Campbell
- Nicolas Caraux
- Dominic Cervi
- Stevie Chalmers
- Kabba-Modou Cham
- John Clark
- Adam Coakley
- Darren Cole
- Bobby Collins
- Derek Collins
- Alan Combe
- Dennis Connaghan
- Paddy Connolly
- Greig Connor
- Jimmy Cowan
- Doug Cowie
- George Cowie
- Tully Craig
- Andy Crawford
- Robbie Crawford
- Sean Crighton
- Johnny Crum
- Kevin Cuthbert

## D
- Darren Davies
- Joe Davin
- Alistair Deans
- Paul Di Giacomo
- Michael Doyle
- Peter Duffield
- Andy Dunlop
- Willie Dyer

## E
- Grant Evans
- Tommy Ewing

## F
- Marko Felbermayer
- Danny Ferguson
- Ian Ferguson
- Martin Ferguson
- Stuart Findlay
- Kevin Finlayson
- Sean Fitzharris
- Marc Fitzpatrick
- Iain Flannigan
- James Fleeting
- Robert Fleming
- Finbarr Flood
- Ross Forbes
- Ross Forsyth
- Stephen Frail
- Aiden Fulton

## G
- Michael Gardyne
- Luca Gasparotto
- Derek Gaston
- Ian Gibson
- James Gillespie
- Donald Gillies
- Stefan Gonet
- Liam Gormley
- Archibald Gourlay
- James Grady
- Andy Graham
- Brian Graham
- David Graham
- Billy Gray
- Stuart Gray
- Stewart Greacen
- Gavin Gunning

## H
- Tommy Halliday
- Bryn Halliwell
- Jordan Halsman
- Reece Hands
- Ernest Hannigan
- Martin Hardie
- Ryan Harding
- Hardy Pinto-Moreira
- Joe Harper
- Lewis Hawke
- Warren Hawke
- John Hazel
- Atli Þór Héðinsson
- James Herriot
- Tony Higgins
- Graeme Holmes
- David Hopkin
- Ray Hudson
- David Hutton

## I
- Dougie Imrie
- Neil Inglis

## J
- Andy Jackson
- Colin Jackson
- James Jackson
- Kevin James
- Allan Jenkins
- Bjarne Jensen
- Kaj Johansen
- Denny Johnstone
- Joe Jordan

## K
- Ryan Kane
- Stewart Kean
- Dean Keenan
- Kevin Kelbie
- John Kelly
- Jim Kennedy
- Dylan Kerr
- Liam Kerrigan
- Lee Kilday
- Bobby Kinloch

## L
- Derek Laing
- Ricki Lamie
- Ruaridh Langan
- Tommy Ledgerwood
- Guðgeir Leifsson
- Derek Lilley
- Janne Lindberg
- Jamie Lindsay
- Adam Little
- Creag Little
- John Loughlan
- Jimmy Lumsden
- Derek Lyle

## M
- Peter MacDonald
- Roddie MacDonald
- Neil MacFarlane
- Robert MacFarlane
- Willie MacFarlane
- Kenny Mackay
- John Madsen
- Alan Mahood
- John Maisano
- Carsten Margaard
- Joe Mason
- Steven Masterton
- Paul Mathers
- Ally Maxwell
- John May
- Caolan McAleer
- Jim McAlister
- Jimmy McAllister
- Kieran McAnespie
- James McArthur
- Phil McAveety
- Stuart McCaffrey
- Kevin McCann
- Jamie McCluskey
- Stefan McCluskey
- Stuart McCluskey
- Stephen McConalogue
- Jamie McCormack
- Stephen McCormick
- Marc McCulloch
- Declan McDaid
- Murray McDermott
- Jamie McDonagh
- Kevin McDonald
- Darren McGeough
- Mark McGhee
- Reece McGillion
- Matthew McGinley
- Jamie McGowan
- Paul McGowan
- Allan McGraw
- David McGregor
- Ryan McGuffie
- David McGurn
- Hughie McIlmoyle
- Derek McInnes
- Barry McKay
- Joe McKee
- Frank McKeown
- Kevin McKinlay
- Billy McLaren
- Joe McLaughlin
- John McLaughlin
- Mark McLaughlin
- Scott McLaughlin
- Alan McManus
- Declan McManus
- John McMaster
- Colin McMenamin
- Paul McMullan
- Alex McNab
- Neil McNab
- Jackie McNamara
- Andrew McNeil
- David McNeill
- James McPake
- Craig McPherson
- Dave McPherson
- Daniel McRorie
- Alex McWaters
- Ryan McWilliams
- Parfait Medou-Otye
- Colin Miles
- Chris Millar
- Andy Millen
- Alex Miller
- Joe Miller
- Michael Miller
- Stefan Milojević
- Barrie Mitchell
- Kenneth Mitchell
- Neil Mochan
- Carlo Monti
- Allan Moore
- Eddie Morrison
- Johnny Morrow
- Andy Murdoch
- David Murie

## N
- Nacho Novo
- Jason Naismith
- Martyn Naylor
- Aidan Nesbitt
- Jon Newby
- Jake Nicholson
- Flemming Nielsen
- Leif Nielsen

## O
- David O'Brien
- Garry O'Connor
- Shaun O'Connor
- Charlie O'Hagan
- Alex O'Hara
- Cameron O'Neil
- George O'Neill
- Thomas O'Ware
- Gary Oliver
- Neil Orr
- Thomas Orr
- Tommy Orr
- Kudus Oyenuga

## P
- Erik Paartalu
- Jonathan Page
- Bill Paterson
- Scott Paterson
- Graeme Payne
- Bertie Peacock
- Tomáš Peciar
- Conor Pepper
- Willie Pettigrew

## Q
- Jai Quitongo

## R
- Robbie Raeside
- Marko Rajamäki
- Stan Rankin
- Alan Reid
- Alex Reid
- Brian Reid
- Craig Reid
- Michael Renwick
- Brian Rice
- Lex Richardson
- Stuart Riddle
- Andy Ritchie
- David Robertson
- John Robertson
- Lee Robinson
- James Rooney
- Frank Ross
- Bobby Russell
- Iain Russell
- Mark Russell
- Kevin Rutkiewicz

## S
- Romario Sabajo
- Alex Samuel
- Henk van Schaik
- Ally Scott
- Jon Scullion
- Vincent Seatelli
- Stan Seymour
- Nathan Shepherd
- Chris Shevlane
- Jay Shields
- Dominic Shimmin
- Donovan Simmonds
- Billy Sinclair
- Bernie Slaven
- Barry Smith
- Chris Smith
- Eric Smith
- Jack Smith
- Marc Smyth
- Erik Sørensen
- Jørn Sørensen
- John Spencer
- Billy Steel
- Dylan Stevenson
- Jamie Stevenson
- Morris Stevenson
- Colin Stewart
- Stephen Stirling
- Hugh Strachan
- Lewis Strapp
- Dominic Sullivan
- Gerry Sweeney

## T
- Scott Taggart
- Tony Taylor
- Chris Templeman
- John Tennant
- Henrik Terkelsen
- Kevin Thomas
- Robert Thomson
- Børge Thorup
- Michael Tidser
- Scott Tiffoney
- James Tolmie
- Alan Trouten
- Paddy Turner
- Tommy Turner

## V
- David van Zanten
- David Verlaque
- Rowan Vine

## W
- Brian Wake
- Alex Walker
- Tony Wallace
- Craig Watson
- Peter Weatherson
- Stuart Webster
- Kyle Wilkie
- Alex Williams
- Jimmy Wilson
- David Witteveen
- Keith Wright
- Paul Wright
- David Wylie

## Y
- Derek Young